# Controlimiti
I controlimiti, secondo la dottrina giuridica, sono  rafforzamento della capacità di una Costituzione (già di per sé rigida) di resistere a modificazioni; essi sono di origine essenzialmente giurisprudenziale, affidati al controllo del giudice delle leggi.

## Ambito
La dottrina giuridica ribadisce una comprensione unitaria del concetto, che spazia dai limiti alla revisione costituzionale, fino ai controlimiti “comunitari”, “concordatari” e “internazionali”. Ma nella giurisprudenza costituzionale italiana il concetto, fino alla sentenza n. 238 del 2014, è stato utilizzato essenzialmente nei confronti dell'ordinamento europeo.

## Nei confronti del diritto dell'Unione europea
Il ruolo di supremazia ricoperto dalle fonti del diritto comunitario anche nei confronti della Costituzione stessa ha indotto la Corte costituzionale ad elaborare la teoria dei controlimiti, volta a risolvere le antinomie tra i più fondamentali ed inalienabili diritti dell'ordinamento interno e le fonti comunitarie, consentendone sulla base della suddetta teoria la sindacabilità costituzionale delle relative leggi di autorizzazione alla ratifica. 
La Corte, nella sentenza n. 238 del 2014, afferma le norme internazionali da immettere ed applicare nell’ordinamento interno (comprese persino le norme internazionali consuetudinarie) vanno rese compatibili con i «principi qualificanti e irrinunciabili dell’assetto costituzionale e quindi, con i principi che sovraintendono alla tutela dei diritti fondamentali» (§ 3.1. del Considerato in diritto). Non v’è dubbio, infatti, ed è stato confermato a più riprese da questa Corte, che i principi fondamentali dell’ordinamento costituzionale e i diritti inalienabili della persona costituiscano un «limite all’ingresso […] delle norme internazionali generalmente riconosciute alle quali l’ordinamento giuridico italiano si conforma secondo l’art. 10, primo comma della Costituzione» (sentenze n. 48 del 1979 e n. 73 del 2001) ed operino quali “controlimiti” all’ingresso delle norme dell’Unione europea (ex plurimis: sentenze n. 183 del 1973, n. 170 del 1984, n. 232 del 1989, n. 168 del 1991, n. 284 del 2007), oltre che come limiti all’ingresso delle norme di esecuzione dei Patti Lateranensi e del Concordato (sentenze n. 18 del 1982, n. 32, n. 31 e n. 30 del 1971). Essi rappresentano, in altri termini, gli elementi identificativi ed irrinunciabili dell’ordinamento costituzionale, per ciò stesso sottratti anche alla revisione costituzionale (artt. 138 e 139 Cost.: così nella sentenza n. 1146 del 1988) (§ 3.2. del Considerato in diritto)".

### Osservazioni
La possibilità che le fonti di diritto europeo, il cui ordinamento si ispira ai principi dello stato di diritto e garantisce le libertà essenziali dei cittadini, vadano a ledere la Costituzione italiana in questi ambiti, da essa tutelati molto più estensivamente, risulta essere un'ipotesi alquanto remota. 
A questo riguardo, la Consulta si è così espressa nella sentenza 183/1973: "...precise e puntuali disposizioni del Trattato forniscono sicura garanzia, talché appare difficile configurare anche in astratto l'ipotesi che un regolamento comunitario possa incidere in materia di rapporti civili, etico-sociali, politici, con disposizioni contrastanti con la Costituzione italiana. È appena il caso di aggiungere che in base all'art. 11 della Costituzione sono state consentite limitazioni di sovranità unicamente per il conseguimento delle finalità ivi indicate; e deve quindi escludersi che siffatte limitazioni, concretamente puntualizzate nel Trattato di Roma - sottoscritto da Paesi i cui ordinamenti si ispirano ai principi dello Stato di diritto e garantiscono le libertà essenziali dei cittadini -, possano comunque comportare per gli organi della C.E.E. un inammissibile potere di violare i principi fondamentali del nostro ordinamento costituzionale, o i diritti inalienabili della persona umana.                     Ed è ovvio che qualora dovesse mai darsi all'art. 189 una sì aberrante interpretazione, in tale ipotesi sarebbe sempre assicurata la garanzia del sindacato giurisdizionale di questa Corte sulla perdurante compatibilità del Trattato con i predetti principi fondamentali".